# Corlătești, Prahova
Corlătești este un sat în comuna Berceni din județul Prahova, Muntenia, România. Se află în partea central-sudică a județului, în Câmpia Ploieștilor.
Așezarea este atestată documentar în anul 1626.
Localitatea Corlătești a avurt și rang de comună, din 1864 până în 1968, când a fost desființată.

## Obiective
- Biserica „Sfântul Nicolae”, „Sfântul Eustație Plachida” din Corlătești